# آلن سانچز
آلن سانچز (انگلیسی: Alan Sánchez؛ زادهٔ ۲۳ نوامبر ۱۹۹۲) بازیکن فوتبال اهل آرژانتین است.
از باشگاه‌هایی که در آن بازی کرده‌است می‌توان به باشگاه فوتبال اتلتیکو هوراکان اشاره کرد.